# Metsimotlhaba
Metsimotlhaba – miasto w Botswanie, w dystrykcie Kweneng. W 2008 liczyło 6 996 mieszkańców.